# 18396 Неллізакс
18396 Неллізакс (18396 Nellysachs) — астероїд головного поясу, відкритий 21 вересня 1992 року.
Тіссеранів параметр щодо Юпітера — 3,507.